# Koldo Mitxelena

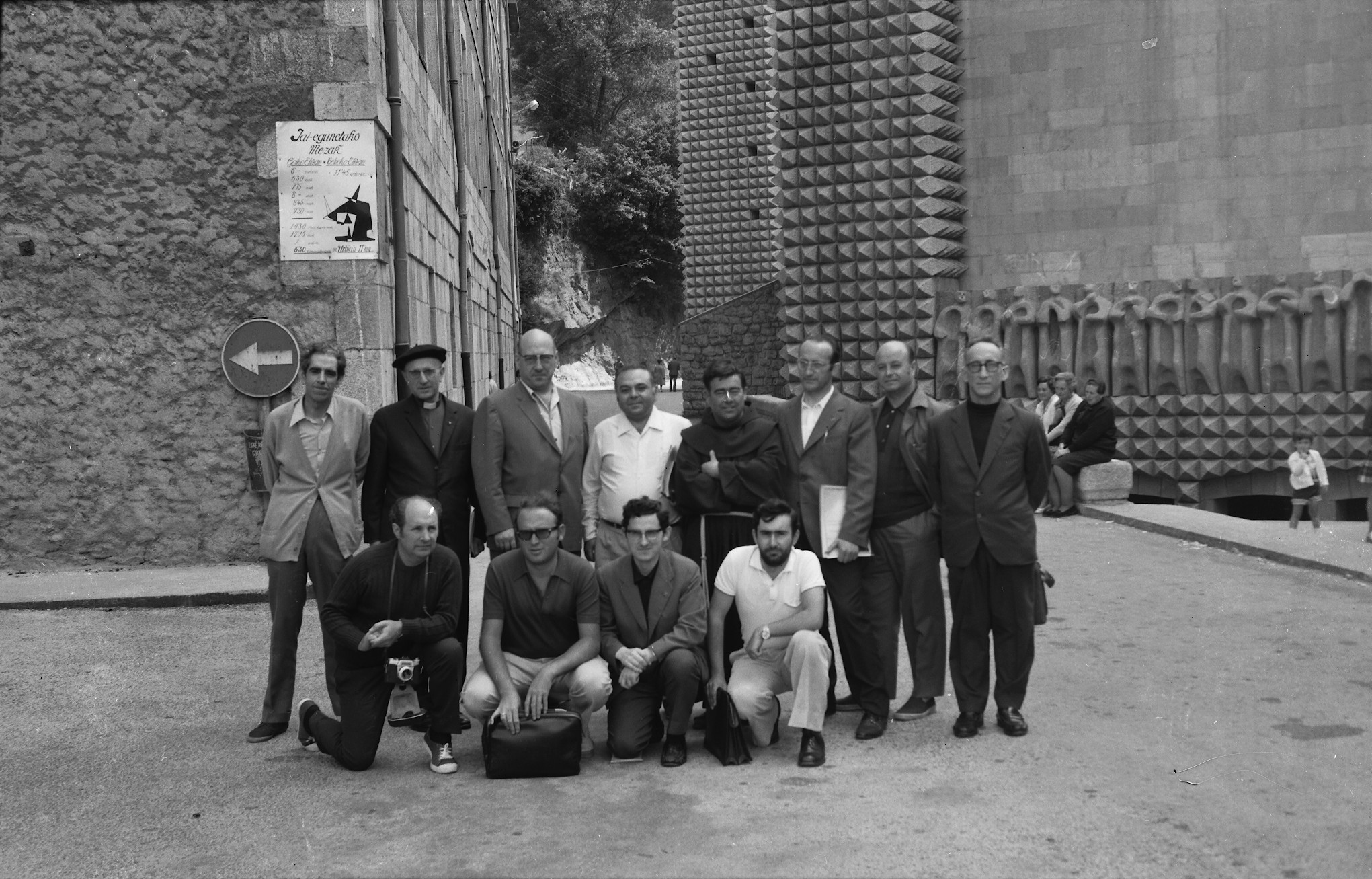
Euskaltzainak réunis au sanctuaire d'Arantzazu en 1972.
Haut de gauche à droite : Koldo Mitxelena, Iratzeder, Jean Haritschelhar, Alfontso Irigoien, Luis Villasante, Jose Mari Satrustegi, Patxi Altuna et Imanol Berriatua. Bas: Juan San Martin, Jose Luis Lizundia, Joseba Intxausti et Xabier Kintana.

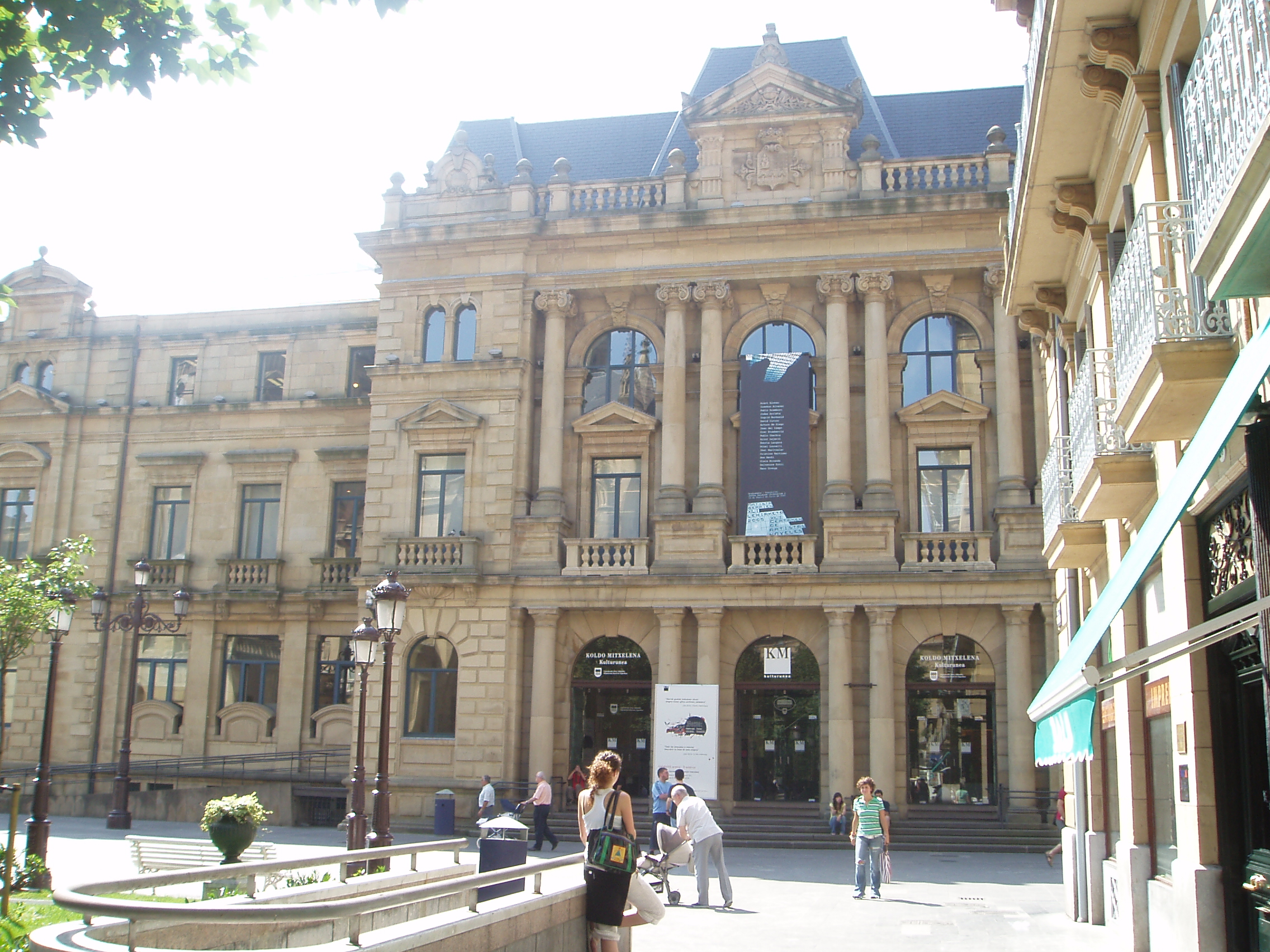
Maison de la culture Koldo Mitxelena à Saint-Sébastien

Koldo Mitxelena Elissalt ou Luis Michelena ou Koldobika Mitxelena, né le 20 août 1915 à Errenteria et mort le 11 octobre 1987 à Saint-Sébastien, est un linguiste, écrivain, professeur de philosophie et académicien basque espagnol de langue basque et espagnole.

## Biographie
En 1959, il obtient un doctorat en philosophie et en lettre. En 1958, il occupe la chaire des langues et de la littérature basque à l'université de Salamanque (première chaire de cette langue dans une université espagnole). Puis en 1968, il est professeur de linguistique indo-européenne. En 1978, il prend à sa charge la Faculté de philologie à l'université du Pays basque. Membre de l'Académie de la langue basque (Euskaltzaindia), il est considéré comme étant une des personnes les plus érudites dans les études basques et un des artisans de l'unification et de la standardisation de la langue basque.

### Enfance et adolescence
Koldo Mitxelena naît  au sein d'une famille manufacturière artisanale. Enfant, une maladie l'oblige à rester au lit pendant longtemps ce qui lui permet de lire de longues heures et de se familiariser avec l'euskara. La culture basque réveille en lui une vocation qui va durer toute sa vie.
Étant nationaliste, Koldo Mitxelena s'affilie au syndicat basque ELA (Eusko Langileen Alkartasuna), au Parti nationaliste basque et participe à la renaissance littéraire d'Euskaltzaleak, un mouvement de jeunes qui font la promotion de la langue basque et dirigé par Aitzol. La vie quotidienne de Koldo Mitxelena se déroule entre le travail à l'usine, ses études, l'assistance à des meetings et le sport. L'extraordinaire jeune génération s'impliquant dans la littérature basque de l'après guerre l'intéresse extrêmement.

### Le compromis politique
« Le compromis politique est quelque chose qui nous touche tous ; le sentir plus ou moins proche, ça c'est déjà une autre question. Il existe un danger : celui de subordonner tout au secteur politique ou tout ce que le secteur politique a complètement abandonné et sans relation avec le reste. Je considère que les deux choses sont égales et à certaine période pour la personne, pour la société, chacun se sent consigné à intervenir en politique. »

— Koldo Mitxelena

### Guerre, condamnation à mort et premier séjour en prison
Responsable  d'un soulèvement militaire, Koldo Mitxelena se présente volontairement comme un abertzale ou nationaliste basque. Prisonnier à Santoña, il est accusé de rébellion militaire et est condamné à mort le 7 septembre 1937. La peine est changée pour une peine de 30 années de réclusion. Il connaît les prisons de Dueso, de Larrínaga et Burgos.
Il se retrouve à la prison de Burgos grâce à ses connaissances et son amitié avec des prisonniers intellectuels espagnols et des universitaires. Il est convaincu par Francisco Jordá, professeur en archéologie, d'entamer des études universitaires. Deux livres vont le marquer profondément, le Manuel de grammaire espagnole de Menéndez Pidal et l'Histoire d'Espagne d'Aguado Bleye. Remis en liberté surveillée le 13 janvier 1943, son séjour à la prison aura été de 5 années, 4 mois et 5 jours.

### Second séjour carcéral
À 27 ans et une santé précaire, il retourne à Errenteria, sa ville natale. Un chef d'entreprise locale, José Uranga, lui offre un poste de comptable à Madrid. Là, il y combine travail et clandestinité. Ce sont des moments extrêmement sensibles. Les opposants à Franco attendent que les alliés triomphent dans la Seconde Guerre mondiale pour entraîner la chute du dictateur.
Le 10 avril 1946, il est arrêté pour avoir effectué des activités clandestines au sein de la CNT (Confédération nationale du travail) et pour avoir dirigé le Parti nationaliste basque. Avec lui, tombent trois importants résistants, Ramón Piñeiro et les frères Saco. Condamné à deux années de prison, on lui accorde la liberté le 30 janvier 1948 après avoir été dans les prisons d'Alcala, d'Ocaña, d'Yeserías et de Talavera.